# Horní Vltavice
Horní Vltavice là một làng thuộc huyện Prachatice, vùng Jihočeský, Cộng hòa Séc.